# Sandro Pertini
Alessandro (Sandro) Pertini (Stella, 25 september 1896 – Rome, 24 februari 1990) was een Italiaans politicus. Van 9 juli 1978 tot 29 juni 1985 was hij president van Italië.

## Politieke carrière
Pertini werd geboren in San Giovanni, een dorp in de gemeente Stella in de provincie Savona. Hij studeerde rechten aan de Universiteit van Genua. Hij was een tegenstander van Italiaanse betrokkenheid bij de Eerste Wereldoorlog, maar diende toch als luitenant in het leger en kreeg verschillende onderscheidingen wegens dapperheid waaronder de exclusieve Gouden medaille voor Dapperheid.
In 1918 werd hij lid van de socialistische partij Partito Socialista Unitario (PSU). In Florence studeerde hij politieke wetenschappen. Hij werd een atheïst, alhoewel de invloed van de katholieke kerk groot was. Na de moord op PSU-leider Giacomo Matteotti in 1924 werd hij steeds actiever in het verzet tegen het totalitaire regime van Benito Mussolini. Op 25 mei 1925 werd hij gearresteerd voor het verspreiden van een clandestiene brochure, Sotto il barbaro dominio fascista ("Onder de barbaarse fascistische heerschappij"), waarin hij de verantwoordelijkheid van de monarchie voor de vestiging van het fascistische regime aan de kaak stelde. Hij werd beschuldigd van het aanzetten tot haat tussen sociale klassen, volgens artikel 120 van het wetboek van strafrecht. Pertini verklaarde zichzelf als enige verantwoordelijk voor de publicatie en verklaarde zich bereid de antifascistische strijd voor socialisme en vrijheid voort te zetten, ondanks de straffen die hem werden opgelegd.
Pertini was de organisator van de vlucht van PSU-voorman Filippo Turati naar Frankrijk. Zelf leefde hij een aantal jaren op Corsica. Na zijn terugkeer naar Italië in 1929 werd hij gearresteerd en tot tien jaar en negen maanden gevangenisstraf veroordeeld. Hij bracht jaren in hechtenis door op het eiland Ponza. Daar wist hij de dagboeken van Antonio Gramsci te redden. In 1943 werd Pertini bevrijd. Hij ging onmiddellijk weer in het verzet, werd door Duitse troepen gevangengenomen en ter dood veroordeeld, maar door partizanen bevrijd.
Kort na het einde van de oorlog werd Pertini gekozen tot lid van het parlement van Italië. Hij werd een prominent lid (en later bestuurslid) van de Socialistische Partij van Italië (Partito Socialista Italiano, PSI), waarin de PSU opging. Van samenwerking met de communisten moest hij niets weten. Hij was een verklaard tegenstander van het kolonialisme en streed tegen de corruptie die zo kenmerkend was voor de Italiaanse politiek.

### President van Italië (1978-1985)

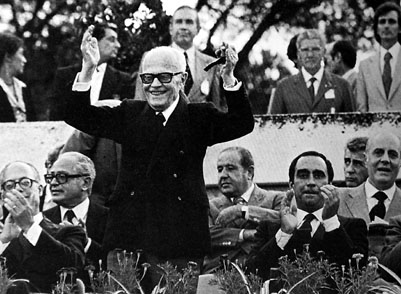

In 1968 werd Pertini voorzitter van de Camera dei deputati en in 1978 President van Italië als opvolger van Giovanni Leone. Hij was met zijn 82 jaar de oudste president van Italië. Tijdens zijn presidentschap werd zijn land herhaaldelijk geconfronteerd met het terrorisme van de Rode Brigades. Hij ontpopte zich tot een vurig verdediger van de democratie in zijn land. Hij sprak zich uit tegen het geweld van het linkse terrorisme. Bovendien probeerde hij de Italiaanse burgers dichter bij de overheid te brengen. Hij probeerde het vertrouwen weer te laten groeien, ondanks de moeilijke tijden en de corruptie binnen de Italiaanse politiek te bestrijden. Hij pleitte voor de versterking van de democratie. Dit deed hij onder andere door als president ook in te grijpen in de handelingen van de regering en niet, zoals zijn voorgangers, toe te kijken naar wat er om hem heen allemaal gebeurde. Een van zijn plannen was het vormen van een soort "regering van de president". Dit orgaan zou moeten bestaan uit allerlei experts, die de president kunnen adviseren. Daarnaast vond hij het ook belangrijk dat iedereen op een krachtige manier zijn mening zou mogen uiten. Hij pleitte dus voor meer vrijheid van meningsuiting. Bovendien stelde Pertini in 1984 een commissie in die onderzoek ging doen naar armoede en immigratie. Nog nooit had een president zo'n stap gezet.
De opvallendste beslissing die Pertini nam was de aanstelling van een socialistische minister-president (Bettino Craxi) in 1983. Ook al waren beiden lid van de Socialistische Partij van Italië (PSI), ze waren niet echt vrienden van elkaar. Pertini maakte zelfs een snerende opmerking over het feit dat Craxi een spijkerbroek droeg naar zijn werk. Hij vond dat dit niet fatsoenlijk was en zei dat Craxi een beter passende outfit zou moeten dragen. Dit was niet de enige regering waarbij Pertini op moest treden als formateur. Acht keer moest hij tijdens zijn mandaat een politicus aanwijzen die een regering zou moeten vormen.
Los van al zijn verdiensten zal Pertini wellicht ook in de herinnering blijven door zijn aanwezigheid - met 85 jaar - bij de finale van het Wereldkampioenschap voetbal 1982 tussen Italië en West-Duitsland in Madrid. Na de tweede Italiaanse goal, van Marco Tardelli, reageerde hij zo enthousiast in de ereloge dat verslaggever Rik De Saedeleer uitriep: "Pertini gaat eraf springen! Ze moeten hem vastpakken!..."

### Overlijden
Aan het eind van zijn ambtsperiode was Pertini volgens het Guinness Book of Records de oudste president ter wereld. Hij was toen 88 jaar oud. Hij overleed ruim vier jaar later in Rome op 93-jarige leeftijd. Zijn dood werd gevoeld als een nationale tragedie.
Hij was aan het eind van zijn leven een kleine en kwetsbare oude man en geen geweldig spreker, maar toch werden zijn uitspraken over democratie serieus genomen en leidden zij tot een democratischer Italië. Bovendien stond hij er goed voor in de publieke opinie, voornamelijk omdat hij elk jaar duizenden schoolkinderen rondleidingen gaf in het Quirinaal, de zetel van de president van Italië. Pertini wordt nog altijd beschouwd als een van Italiës belangrijkste en populairste staatslieden.

## Erkenning
In 1986 ontving hij de Freedom Medal.